# 雅虎地球村
雅虎地球村（Yahoo! GeoCities）是一個網頁寄存服務公司，1994年由David Bohnett所創立，初時名為“Beverly Hills Internet”。地球村服務利用在寄存網頁上面放廣告，從而賺取廣告收益。自從於1999年被雅虎收購以後，逐漸以用戶的雅虎ID作分頁名稱，把舊有的地方分頁慢慢淘汰。現在已經與雅虎的服務整合在一起。
GeoCities原來的設計是把伺服器分成好幾個以地球上各個城市為名稱的分站，再配上分區和門牌，就好像真的地址門牌一般。例如：所有和電腦的題材都被組合在“SiliconValley”（矽谷）；而所有和娛樂有關的題材都放在“Hollywood”（好萊塢）。這種分類現在已不再採用。
2009年6月，雅虎宣布在2009年10月26日关闭地球村。该站现已經不再接受新用户注册，雅虎公司推荐其用户将他们的网站转移到收费的Yahoo Web Hosting服务。留存的雅虎日本Geocities服務亦在2019年3月停止服務。

## 歷史沿革
地球村开始于1995年中期，最早叫BHI，是一家位于南加州，营运网站托管建设的小公司。BHI是比华利山互联网（Beverly Hills Internet）的首字母缩写。
该公司创建了自己的网站目录，以网站主题将它们分类在在六个“地区”（neighborhoods）中，这六个“地区”分别是“Colosseum”（羅馬鬥獸場）、“Hollywood”（好莱坞）、“RodeoDrive”（罗迪欧街）、“SunsetStrip”（日落大道）、“WallStreet”（华尔街）和“WestHollywood”（西好莱坞）。1995年中期，该公司决定提供用户（“用户”从那时起叫做homesteader，直译成中文为“宅地主”）在以上“地区”中自建免费主页的能力。聊天、公告板以及其他“社区”的元素之后陆续被加入，帮助其快速发展。1995年7月5日，BHI又加入了新的地区，包括“CapitolHill”（国会山）、“Paris”（巴黎）、“SiliconValley”（硅谷）和“Tokyo”（东京）。至1995年12月，BHI的“地区”数量增加到14个，每天有数以千计的新“宅地主”在地球村注册，每月的页面访问量超过600万。该公司决定专注于建设会员和社区，1995年12月15日，BHI把公司名称以及该服务原有名称“地球页”（GeoPages）改为地球村（GeoCities）。在那时地球村的总部位于比华利山威尔希尔大道9401号（9401 Wilshire Boulevard, Beverly Hills）。 1996年12月其总部迁到加州圣莫尼卡大街1918号三楼（1918 Main Street, Santa Monica, California），在纽约曼哈顿公园大道125号八楼（125 Park Avenue in Manhattan, New York City）也有一间办公室。
长期以来，许多公司，包括雅虎，在地球村上投下许多资金，再加上付费服务的引入，该网站持续增长。1997年5月，地球村在其页面上引入广告，虽然有来自用户的负面反应，但地球村的增长势头依然未变。1997年6月，地球村成为互联网第五大流行网站，当年十月，地球村迎来了它的第一百万位“宅地主”。
1998年六月，为了增加品牌知名度，地球村在用户网页上加上水印。这个水印是一个透明的浮动GIF图像，透过使用JavaScript使自己停留于浏览器屏幕的右下角，其效果很像部分电视台在屏幕上的图像。许多用户认为这个水印影响了他们网站的设计并威胁将转移他们的网站到其他地方去。水印同样导致了浏览器间的问题。但地球村在一个新闻稿中声称公司在水印方面收到了积极的用户反馈。
公司在1998年8月在纳斯达克上市，股票代码GCTY，首次公开发行价为17美元，在上市后股价迅速攀升，最高时超过每股100美元。1999年地球村成为互联网上访问次数第三的网站，仅次于美国在线和雅虎。地球村总部迁到了洛杉矶格伦科大道4499号（4499 Glencoe Avenue，Los Angeles），位于洛杉矶县玛瑞娜戴尔瑞区以西。
1999年1月，接近互联网泡沫的顶峰，雅虎以35.7亿美元收购了地球村；5月28日，雅虎控制地球村。收购极不受用户欢迎，用户开始大批离开地球村以抗议雅虎地球村新发布的服务条款。新服务条款规定雅虎公司拥有所有的权利和内容，包括媒体文件如图片。雅虎迅速扭转其决定。 1999年7月，雅虎将“地区”和“街道地址”从“宅地主”网页的URL中去除。地球村从没有规定某一“地区”的网页必须有特定的关联内容，例如一个“Hollywood”（好莱坞）“宅地主”的网页内容可能只是一个大学生的个人主页，而此类内容对于另一个“地区”可能更合适。“宅地主”的网页地址被换成没有意义的www.geocities.com/用户名。不久之后雅虎被地球村社区管理员告上法庭，因为地球村的志愿者计划（社区领导人）被终结。
2001年，因分析师推测地球村尚未盈利（1998年第一季度地球村报告有800万美元的亏损），雅虎在地球村引入了收费高级网站托管服务。并限制免费帐户每月的网页流量，自那以后免费帐户每月流量的最高限额是4 GB。。后来，付费帐户被统一到Yahoo! Web Hosting服务，没有流量限额。2001年，有流言称地球村即将关闭，通过电子邮件不断传播的流言中引用了纽约时报上的一段文字，但事实上纽约时报的原文明确指出地球村不会被关闭。
流量的限制使地球村，以及托管在其上的页面的流行程度逐渐减少。
尽管地球村因其免费服务在90年代后期在网页设计新手中成为流行网站，但随着托管一个个人网站费用的不断下降，地球村逐渐变得过时。许多在90年代后期流行的地球村站点不再活跃更新，或被站长因转向其他建站方式而被弃置。
根据Compete.com的调查，geocities.com这个域名2008年吸引了共17.7千万名访客。
根据ComScore，地球村在2006年3月在美国吸引了1890万访客，在2008年3月吸引了1510万美国访客，在2009年3月吸引了1150万美国访客，比2008年3月低了24%。

## 結束服務
雅虎香港原定計劃於2009年3月1日起關閉GeoCities服務，並延長到2009年10月26日才正式執行。。2009年4月23日，雅虎國際也宣布在該年內關閉GeoCities服務，目前已停止接受新用戶申請。
雅虎地球村已于2009年10月26日正式关闭。
随着地球村的关闭，雅虎不再提供免费的网站托管服务。雅虎鼓励用户将他们的帐户升级到收费的Yahoo! Web Hosting服务.
作为对地球村关闭的回应，其他网站托管公司开始为想要找一个新的托管商的站长而竞争，例如，德国的网站托管服务商Jimdo推出了“地球村救生艇”（"Lifeboat for GeoCities"）服务以鼓励地球村用户将他们的网站迁移到Jimdo 
ZDNet编辑Rupert Goodwins认为地球村的关闭代表了一个时代的终结，他将地球村描述为“第一个证明在网上流行的东西不一定能赚钱的证据”, 商业标准信息网引用互联网和信息安全技术专家Vijay Mukhi的话，批评了雅虎对地球村的处理；Mukhi认为地球村是“雅虎失去的一次机会，如果他们（雅虎）想的话，他们可以把它（地球村）变成Facebook。”Blekko的CEORich Skrenta在他的个人Twitter中提出从雅虎手中接手地球村，条件是分享未来财政收入的50%。